# Casa Romero de Torres
La casa Romero de Torres es un conjunto situado entre el Museo Julio Romero de Torres y el Museo de Bellas Artes de Córdoba, España. Fue la residencia de la familia Romero de Torres hasta el año 1991. Se alinea en fachada con el Museo Julio Romero de Torres, ocupando el ángulo Este del patio visto desde la entrada. Actualmente su titularidad corre a cargo, en su mayoría, por la Diputación de Córdoba, y por el Estado, ya que forma parte del conjunto del Museo de Bellas Artes. 

## Historia del edificio
En cuanto a su arquitectura, tal y como la conocemos hoy en día, es fruto de las múltiples transformaciones llevadas a cabo desde el siglo XIX, debido a que formó parte del antiguo Hospital de la Caridad. Así, quedan dos etapas diferenciadas a tenor de las modificaciones habidas en los dos siglos. En el siglo XIX, tras la desamortización del Hospital de la Caridad, este edificio se destinó a diferentes instituciones; entre ellas, el Museo de Bellas Artes. De este, el recinto estaba dedicado a la casa del conserje y a la casa del conservador-restaurador (a partir de 1862), tomando el cargo Rafael Romero Barros y del que se conformaría la casa de la familia Romero de Torres. 

### Segunda mitad del XIX
El núcleo originario del recinto se conforma antes de 1862 y se fusiona con el llamado Pabellón de Cabildos de la Hermandad de la Caridad, actualmente el Museo de Julio Romero de Torres. A este núcleo pertenece la crujía formada por un zaguán, las dependencias anexas al patio interior de la vivienda y el jardín. Este jardín se estructura, en su primer tramo, a base de dos terrazas diferenciadas en altura, y en cuyo tramo final se encontraban las dependencias del Estudio y el Taller de Restauraciones.  
El jardín principal quedaba cerrado, en la parte norte, por otro núcleo arquitectónico conformado por dos crujías de dos plantas. Este, a partir de 1862, estaba destinado a la vivienda del portero o conserje del museo. A su izquierda se habilitó un callejón abierto que comunicaba los dos patios. En este momento, además, se llevaron a cabo obras de embellecimiento. 
Parece que el patio interior de la vivienda pudo estar abierto a las distintas habitaciones de la primera planta. Junto a esto se colocaron, con carácter decorativo, distintas piezas arqueológicas en las paredes y suelo del patio. 

### A lo largo del XX
A finales del XIX y comienzos de este siglo, el recinto se iría liberando de las distintas instituciones que la conformaban, quedando solamente el Museo de Bellas Artes. Así, los espacios resultantes fueron idóneos para la incorporación de las colecciones, aunque todavía se echaba en falta espacio. Por ello, a lo largo del siglo se fueron adquiriendo algunas viviendas colindantes, idóneas para la ampliación del Museo y, de los intereses de la familia.
Podemos establecer dos ampliaciones producidas en dos momentos diferenciados:

#### A partir de 1912
El arquitecto Francisco Javier de Luque López modifica la parte dedicada a la vivienda del conserje y el callejón que comunicaba los dos patios. Los elevó con un segundo piso y eliminó el callejón. La parte baja quedó como Sala de Reuniones del Patronato, conectada a la casa por una puerta. Finalmente, esta parte se anexionó a la propia casa. La parte superior quedó, desde un primer momento, como parte habitable de la familia. Esta parte se modernizó en los años 50. 

#### Hacia 1925
Francisco Javier de Luque dota al pabellón que cierra el jardín interior por el norte de una nueva fachada con un pórtico de doble arcada y atrio. El objetivo de esta intervención fue la de mejorar el espacio, dedicado al taller de restauraciones del Museo de Bellas Artes. Es probable también que Luque embelleciera el jardín, en la parte baja, creando parterres cerrados con ladrillo, diferenciados del jardín alto primitivo. 

#### Después de 1936
Después de la donación de las obras de Rafael Romero Barros al museo por la familia, se instalaron en la Sala del Patronato del Museo, quedando convertida en Sala Romero Barros. Aquí, Enrique Romero de Torres tendría su despacho de director.

#### A partir de 1950
Con la anexión de una casa por la calle Armas se crean nuevas salas expositivas. Es entonces cuando Rafael de la Hoz Saldaña amplía el antiguo Taller de Restauraciones para convertirlo en Estudio, dotándolo de una nueva fachada a dos aguas y anexándole un fragmento de la nueva parcela por la parte posterior.  
De igual manera se construye una nueva planta sobre la crujía del pabellón de los dormitorios, para situar el nuevo Taller de Restauraciones, que quedaba abierta al exterior mediante arcadas a manera de grandes ventanales. Posteriormente, al caer en desuso, lo utilizaría la familia Romero de Torres como lavadero.

## Configuración actual
Como consecuencia de lo anterior, la Casa Romero de Torres se configura, en la actualidad, por tres núcleos:

### La vivienda
Está situada entre el Museo de Bellas Artes, el de Julio Romero, el patio de acceso y las viviendas particulares por la parte trasera. Ésta, salvo la Sala del Patronato y el pabellón del taller de Restauración, tuvo un carácter privado.

### El jardín interior
Se conoce como Jardín Arqueológico de los Romero o Jardín Interior del Museo. Considerado como un espacio de transición y de reunión, con un carácter público, en sus comienzos, pasó a ser estrictamente privado a la familia y sus amistades.  
Como anécdota, en este jardín se reunieron personajes ilustres e intelectuales de la época, relacionados con la cultura (nacional y provincial). Estos se reunían bajo el llamado "ciprés de los poetas", citado por poetas de la Córdoba del momento. 

### Otras dependencias
Aquí se engloba el estudio, el pabellón de lavadero (primitiva sala de restauración) y otras dependencias menores. Estas se hicieron en la década de los 50 por una edificación que se une por el Norte del jardín interior. Estas construcciones son las que cierran el recinto de la vivienda por el noroeste, pegando con la calle Armas y Gragea.